# Backofen-Riedwiesen
Backofen-Riedwiesen ist das zweitgrößte Naturschutzgebiet in Mannheim in Baden-Württemberg. Das Naturschutzgebiet besitzt das zweitgrößte zusammenhängende Niederungswiesengebiet im Regierungsbezirk Karlsruhe und einen zeitweise noch durchflossenen Altrhein mit Auwald.

## Geographie
Das in den Naturräumen Nördliche Oberrhein-Niederung und Neckar-Rhein-Ebene befindliche Naturschutzgebiet liegt im äußersten Südwesten von Mannheim, östlich des Rheins und südlich des Mannheimer Rheinauhafens bei Brühl. Es hat eine Größe von 147,7 Hektar, wovon 84 Hektar zur Gemarkung von Mannheim gehören und der übrige Anteil zu den Gemeinden Brühl und Edingen-Neckarhausen im Rhein-Neckar-Kreis.

## Steckbrief
Das Gebiet wurde per Verordnung am 16. November 1984 als Naturschutzgebiet ausgewiesen und wird unter der Schutzgebietsnummer 2.078 beim Regierungspräsidium Karlsruhe geführt. Es hat eine Fläche von 147,7 Hektar und ist in die IUCN-Kategorie IV, ein Biotop- und Artenschutzgebiet, eingeordnet. Die WDPA-ID lautet 162320 und entspricht dem europäischen CDDA-Code und der EUNIS-Nr.
Der Schutzzweck (es gilt die Verordnung 2.077 Schwetzinger Wiesen-Edinger Ried)
„ist
- die Erhaltung des vielfältigen Mosaiks zahlreicher unterschiedlicher Biotope mit hoher ökologischer Bedeutung, die sich im Überschwemmungsbereich des Rheins aus aufgelassenen Ziegeleigruben ungestört zu wertvollen Feuchtgebieten entwickelt haben;
- die Erhaltung letzter großer Grünlandflächen der Rheinaue mit ausgeprägtem Relief früherer Rheinarme;
- die Erhaltung und Wiedereingliederung der natürlichen und künstlichen Gewässer;
- die Erhaltung und Förderung der an die unterschiedliche Feuchtigkeit angepaßten Vegetation der Gewässer, Röhrichte, Sandflächen, Wiesen, Gebüsche, Hecken und Auwälder mit zahlreichen gefährdeten oder vom Aussterben bedrohten Arten;
- die Erhaltung und Förderung der auf das vielfältige Biotopmosaik angewiesenen Tierwelt, insbesondere der zahlreichen gefährdeten oder vom Aussterben bedrohten Insekten-, Amphibien- und Vogelarten.“